# Салават (спортивно-концертный комплекс)
Спортивно-концертный комплекс «Салават» — многофункциональный спортивный комплекс в городе Салавате, состоящий из плавательного бассейна и ледового стадиона на 1350 зрителей, который при необходимости трансформируется в концерт-холл, где одновременно могут находиться две с половиной тысячи человек .

## Описание комплекса
Плавательный бассейн комплекса имеет площадь две тысячи квадратных метров. Он включает в себя шесть дорожек длиной 25 метров, spa-бассейн, детские водные горки, финские и инфракрасные сауны, многофункциональный тренировочный зал площадью 200 м², оборудованный специализированными тренажерами. В среднем новый спортивный бассейн сможет посещать 570 человек в день.
В бассейне используется уникальный метод очистки воды с применением немецкой технологии. Несколько раз в день бассейн самоочищается, проходя три стадии очистки, без слива воды. Установлен специальный фильтр, где очистка воды проводится через морской песок и на третьей стадии очистки, вода ионизируется. Вода в бассейне имеет ГОСТ питьевой. 
Ледовый дворец имеет площадь 4000 м² включает: ледовую арену на 1500 посадочных мест, которая при необходимости может быть преобразована в концертный зал на 2200 посадочных мест, два фитнес-зала, кафе. На льду комплекса проводятся тренировки воспитанников отделения хоккея и фигурного катания.
В марте 2011 года в СКК чемпион мира Евгений Плющенко давал мастер-классы молодым салаватским фигуристам.
Ледовый дворец и бассейн соединены переходом.
В ССК зимой и летом организуются катания на коньках, работают спортивные секции по плаванию, фигурному катанию, аэробике, танцевальные классы, силовые классы.

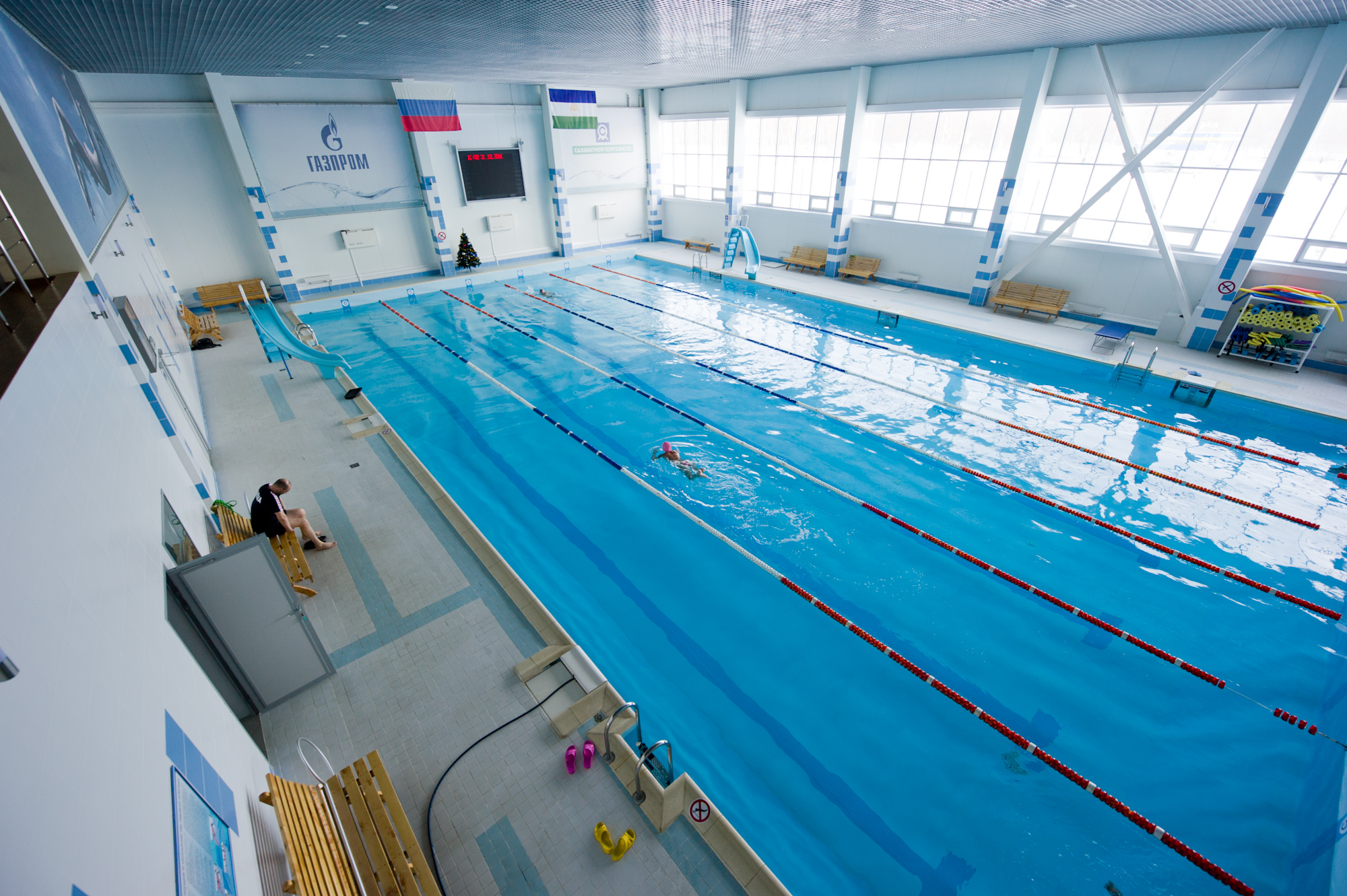
Плавательный бассейн "Золотая рыбка"
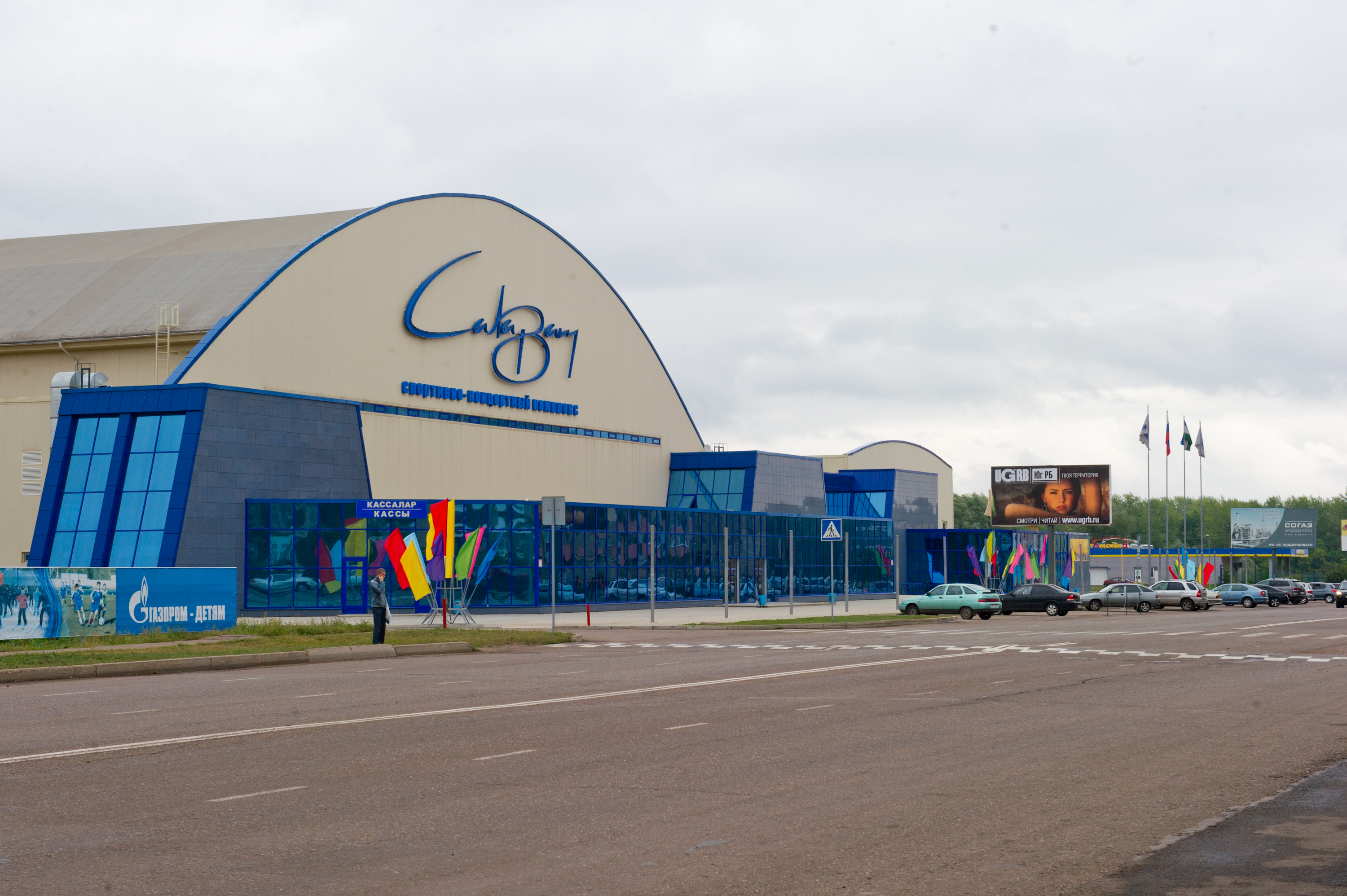
СКК "Салават"
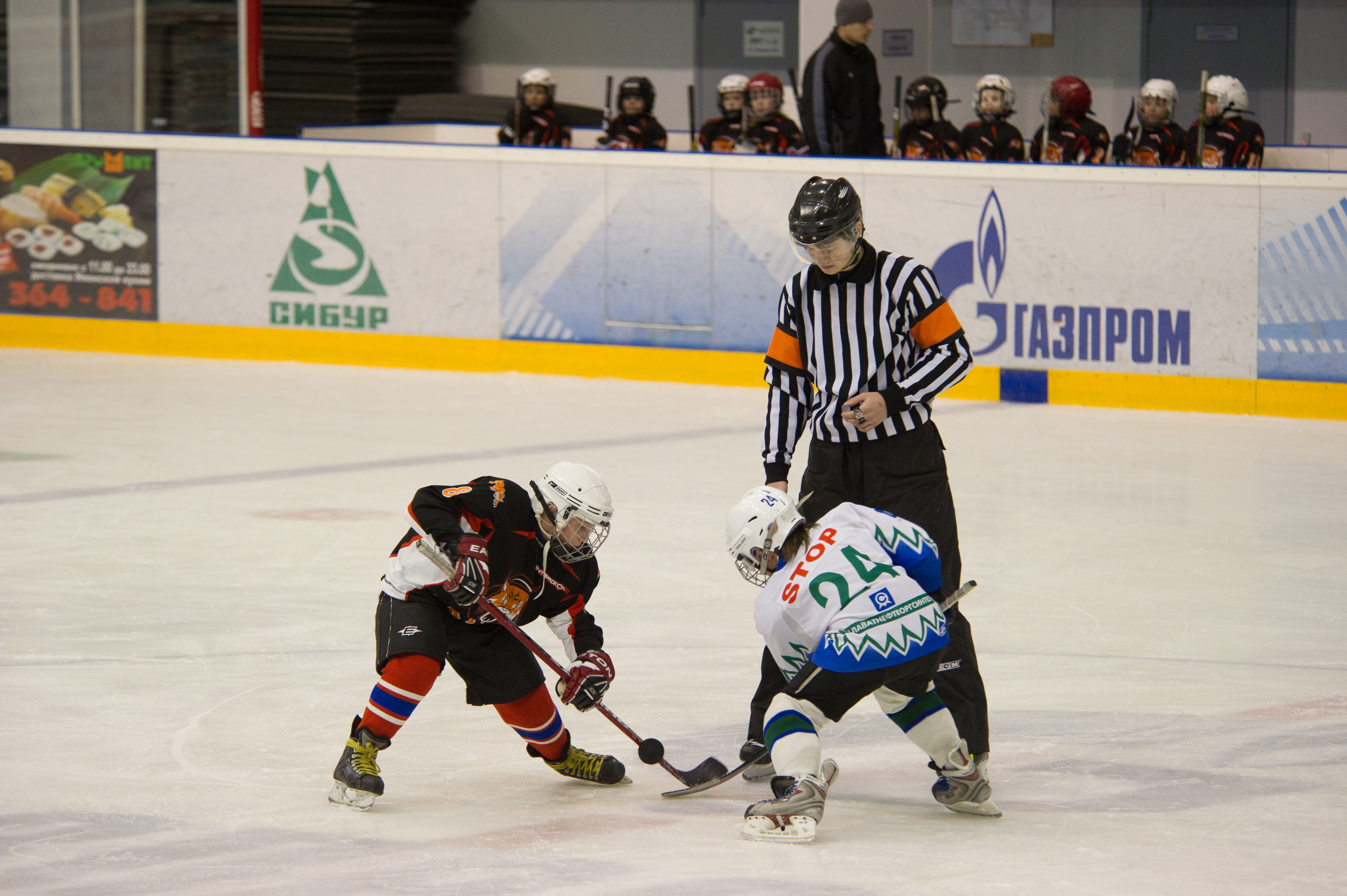
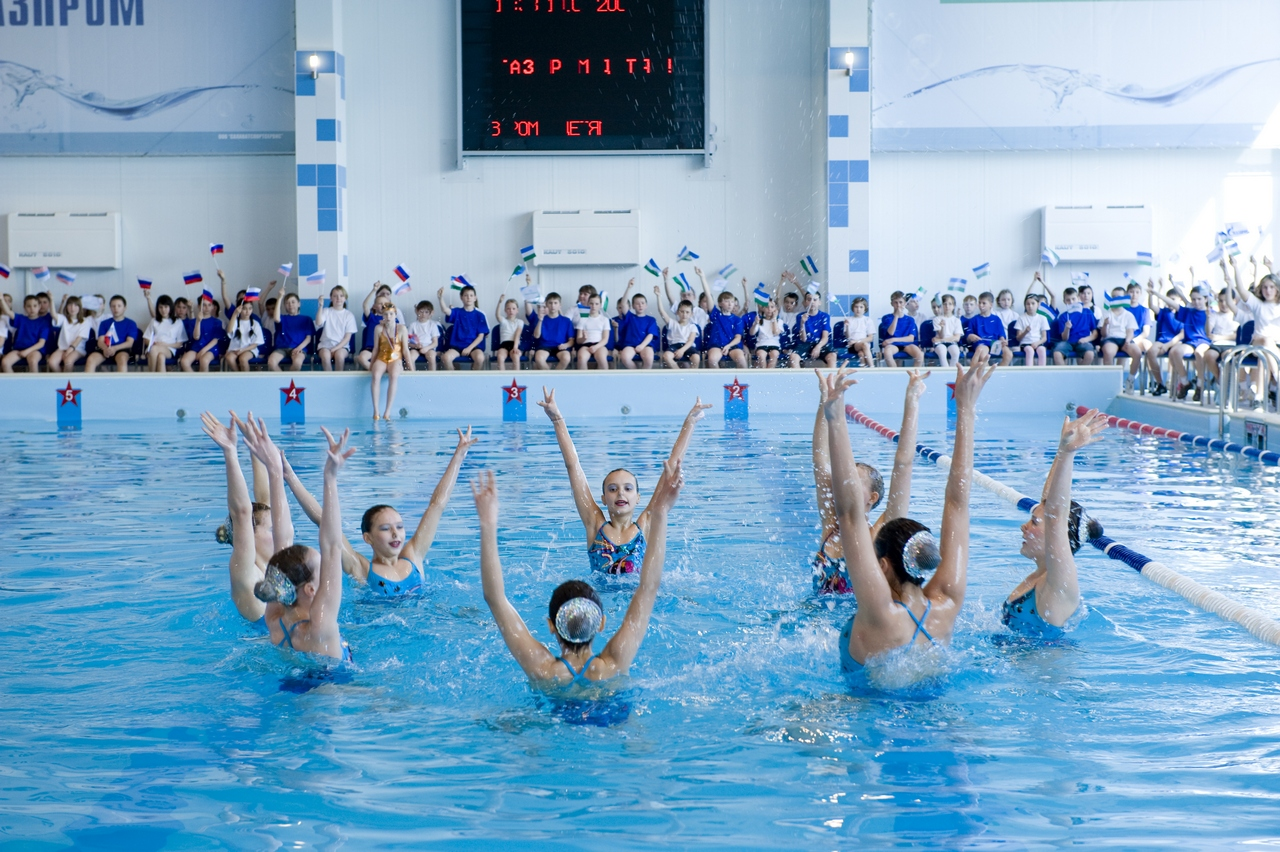
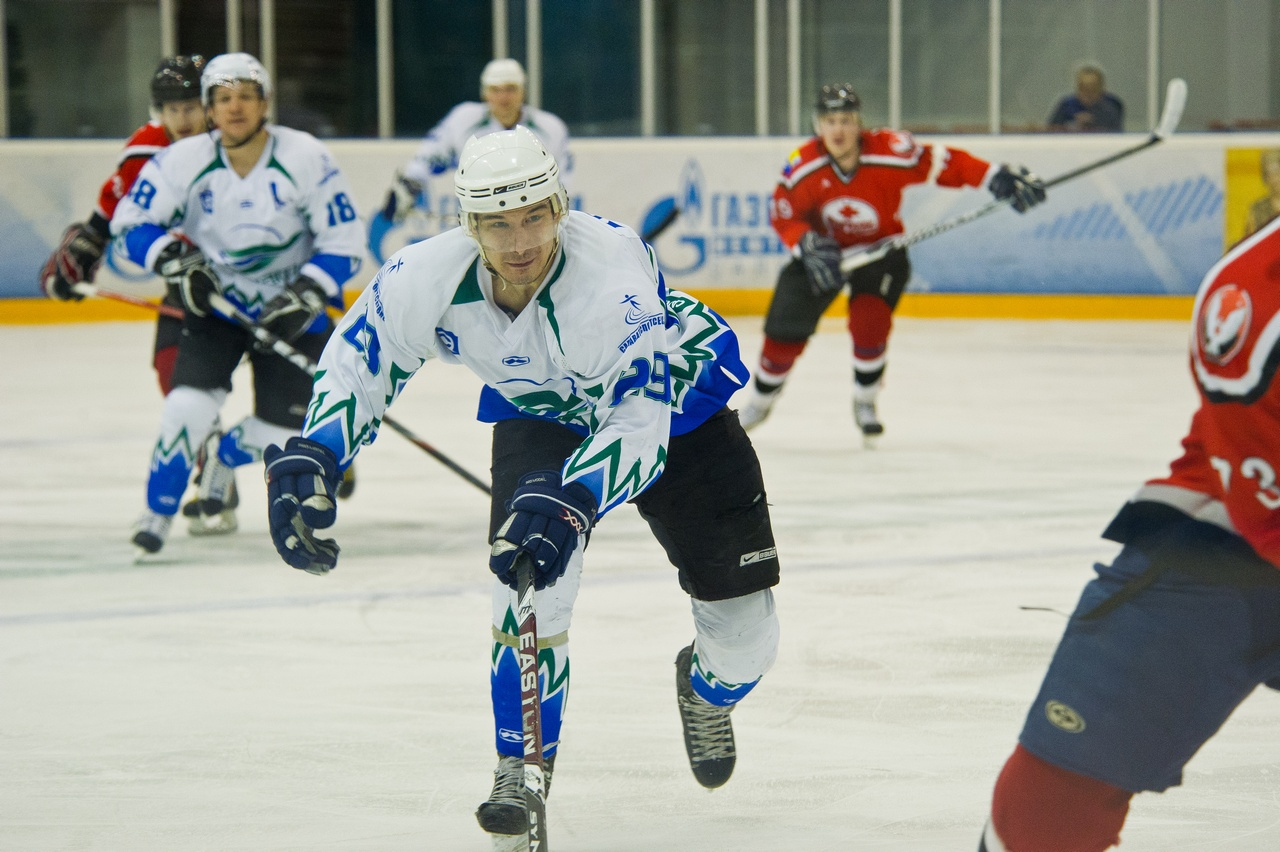

## История комплекса
Многофункциональный комплекс «Салават» построен на средства ОАО «Салаватнефтеоргсинтез» в рамках федеральной целевой программы «Газпром — детям», подарил салаватским детям новый бассейн. Бюджетная стоимость объекта — 590 млн рублей.
Ледовый дворец в ССК «Салават» построен в 2007 году, плавательный бассейн — в 2009 году.
На базе СКК «Салават» создана мужская команда «Юрматы», которая в сезоне 2008—2009 годов принимала участие в первенстве России по хоккею среди команд класса «А» (вторая лига).

## События
- В феврале 2011 года в ССК прошел чемпионат России по хоккею среди команд региона Поволжье.
- В марте 2011 года в ССК состоялось ледовое шоу[8] с участим певца Д. Билана, фигуристов Е. Плющенко[9], Стефана Ламбьеля, д. Вейра, С. Якименко.
- В 2010 году прошел Чемпионат России по хоккею среди клубных команд региона «Поволжье»[10]
- В марте 2001 года прошел фестиваль женского спорта в рамках IV спартакиады среди производственных коллективов ОАО «Газпром нефтехим Салават».

## Площадь перед СКК «Салават»
На площади перед СКК «Салават» также проходят различные общественные мероприятия, такие как ярмарки спортинвентаря, праздники выпускников школ Салавата — Последний звонок,, спортивные соревнования.

## Адрес
Башкортостан, г. Салават, ул. Октябрьская, д. 43, тел. + 7 (3476) 32-55-92.

## Интересные факты
Здесь проходили съемки клипа на песню «Это хоккей!» уфимской команды «Бигматур».
Ледовая арена спортивно-концертного комплекса в Салавате уже физически не может вместить все желающих. Там и хоккей, и фигурное катание, и концерты, и различные чемпионаты, и сеансы массового катания. Поэтому было принято решение построить ещё один крытый каток, который отдадут только под тренировки. В 2012 году рядим со СКК «Салават» началось строительство ещё одного крытого катка с искусственным льдом.
Новый тренировочный каток соединят с ледовой ареной и он войдет в состав комплекса.
В ледовом дворце работает пункт проката коньков, играет музыка. Цена билета на 1 час катания — 100 р (взрослым), 50 р (детям).